# Johann Kuhnau
Johann Kuhnau (født 6. april 1660 i Geising, død 5. juni 1722 i Leipzig) var en tysk komponist og organist.
Kuhnau var Johann Sebastian Bachs forgænger som organist og thomaskantor i Thomaskirken i Leipzig.

## Liv og gerning
Johann Kuhnau var søn af en møbelsnedker i Geisling, men fik stipendium til at gå på det berømte Evangelische Kreuzgymnasium i Dresden. Der efter studerede han både filosofi og jura i Leipzig, sådanne studier havde helt siden reformationen været det normale for akademisk uddannede kantorer. Han tog juridisk embedseksamen, men efter studietiden tiltrådte han en stilling som kantor i Zittau.
I 1682 vendte Kuhnau tilbage til Leipzig og fik to år efter en stilling som organist i Thomaskirken. I 1701 overtog han efter Johann Schelle som thomaskantor, en stilling han havde til sin død. Fra samme år havde han også embedet som universitetsmusikdirektør. Flere af hans elever blev komponister, blandt andre Johann David Heinichen og Christoph Graupner.
Kuhnau talte flydende fransk og italiensk, og oversatte fra hebraisk, gresk og latin. Ud over at komponere, arbejdede han som advokat, skrev skønlitteratur og fagbøger Kuhnaus mangesidige og betydelige personlighed gjorde et stærkt indtryk på hans samtidige, og samtidige musikere anså ham for at være et universalgeni. Johan Adlung skriver om ham: «Jeg ved ikke om han bragte meste ære over tonekunstnernes rækker eller [over] de andre lærde. Hans lærdom omfattede teologi, jura, retorik, digterkunst, matematik, fremmedsprog og musik.»
Han skrev musikerromaner helt i Christian Weises stil – de regnes som skoleeksempler på oplysningstidens realistiske fremstillingsmåde.

## Musik
Kuhnau var særlig kendt for sine kompositioner for klaverinstrumenter. Musicalische Vorstellung einiger biblischer Historien for cembalo, som delvis også egner sig for orgel, anses som tidlige eksempler på programmusik. Den betydelige Neue Clavierübung påvirket Johann Sebastian Bach.
I kirkemusikken var Kuhnau mindre innovativ, her står tonesproget nærmere det sene 1600-tal end 1700-tallet.
I nyere tid er det blevet antydet, at Kuhnau kan have skrevet julekantaten Uns ist ein Kind geboren, som tidligere blev tilskrevet Bach (BWV 142).

## Værker
- Ausgewählte Kirchenkantaten, red. Arnold Schering. Leipzig 1918
- Ausgewählte Klavierwerke, red. Kurt Schubert. Mainz 1938
- Der musicalische Quack-Salber, red. Kurt Benndorf. Berlin 1900 (eftertryk af udgave Dresden 1700)